# Hauptfriedhof (Krefeld)

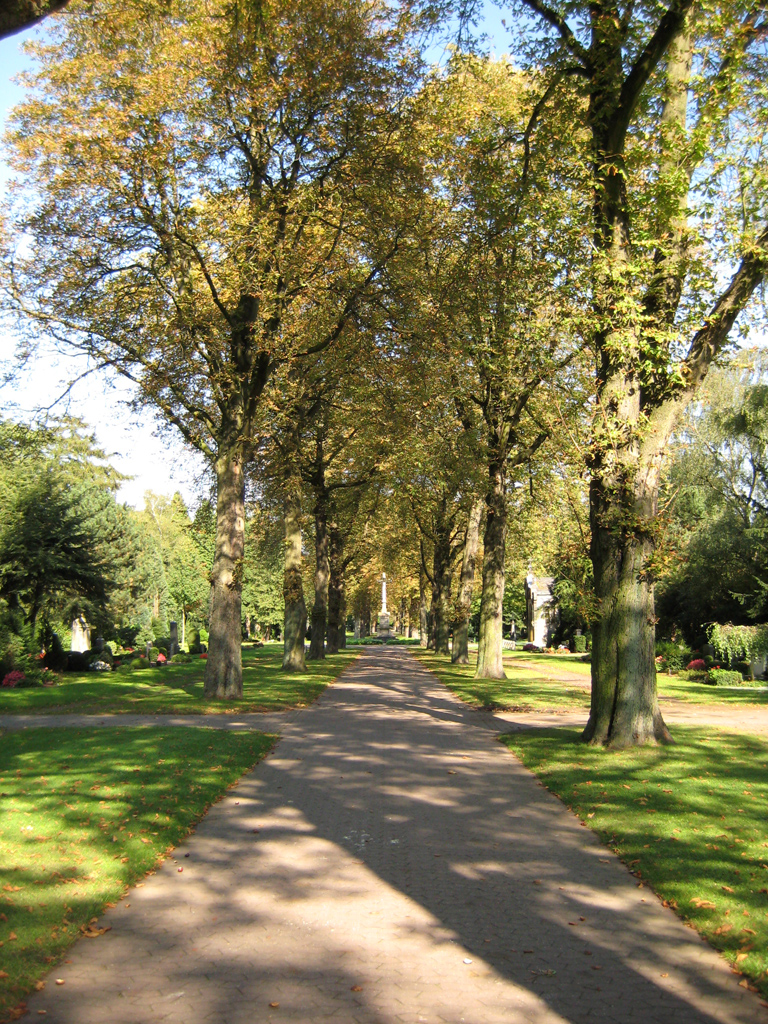
Hauptfriedhof Krefeld, Neuer Teil Kastanienallee mit Blick auf ein Hochkreuz

Der Hauptfriedhof der Stadt Krefeld ist mit einer Gesamtfläche von 54 Hektar der größte Krefelder Friedhof.
Das Gebiet an der Heideckstraße ist unterteilt in den Judenfriedhof, den Alten Teil und den Neuen Teil. Die Begräbnisstätte für die jüdischen Mitbürger wurde bereits im Jahr 1723 angelegt. Im Jahr 1864 erwarb die Stadt den sogenannten „Alten Teil“, angrenzend an den Jüdischen Friedhof, und baute ihn zu einem Friedhof aus. Eine Erweiterung des Friedhofs um den sogenannten „Neuen Teil“ erfolgte durch Zukauf des Wittlingshofes am 22. März 1889. 
Von den 47 Ehrengräbern liegen 24 auf dem alten Teil und 23 auf dem neuen Teil.